# Trichiurus lepturus
O Trichiurus lepturus, comummente conhecido como lírio  (não confundir com a Seriola rivoliana, nem com a Seriola dumerili, que consigo partilham este nome comum), é um peixe teleósteo, perciforme, da ordem dos Scombriformes e da família dos triquiurídeos, das regiões tropicais e temperadas dos oceanos.

## Descrição

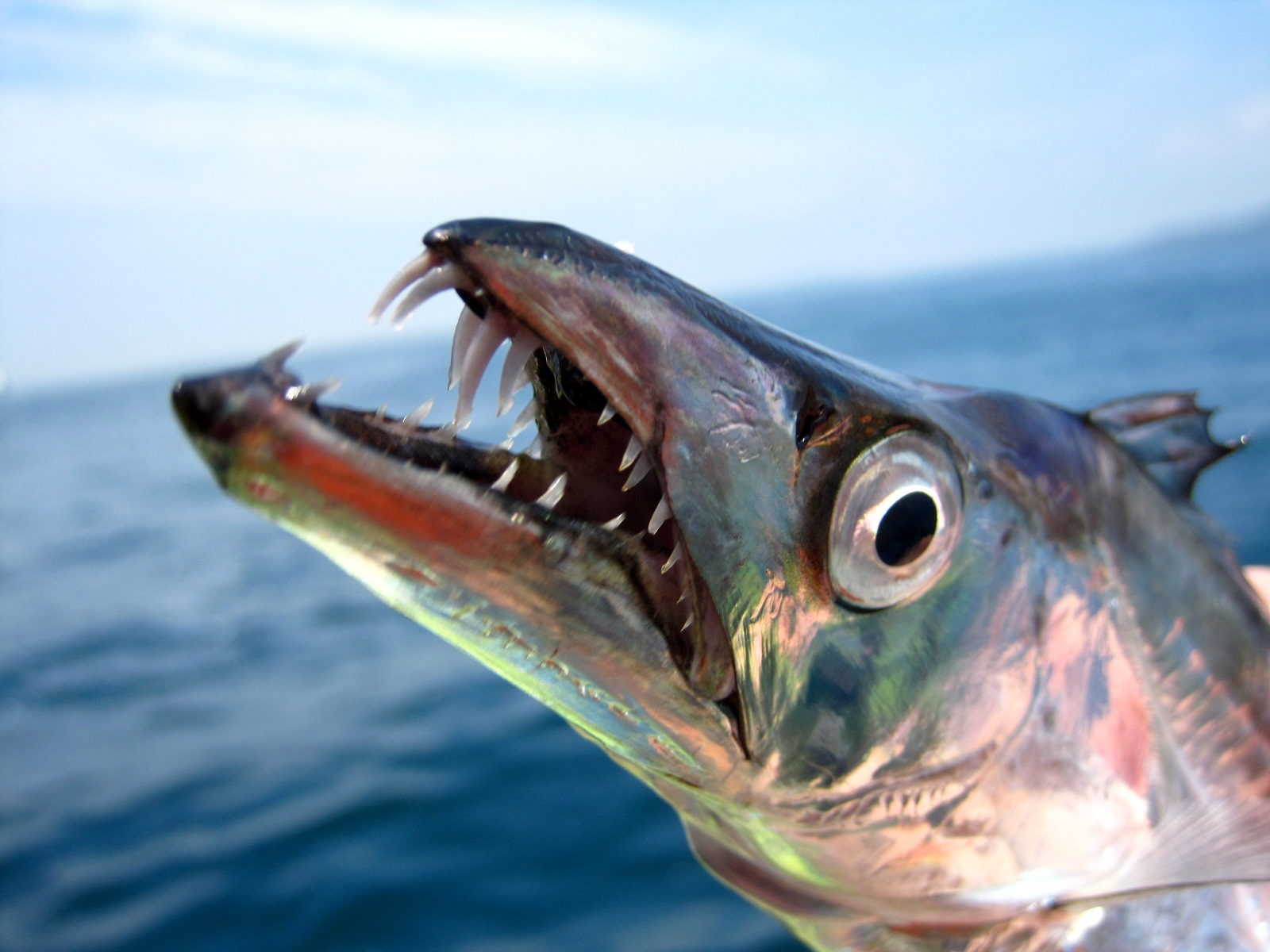
Cabeça de um lírio, ainda fresco, de boca aberta

Pauta-se pelo corpo muito alongado e espalmado, que se adelgaça progressivamente à medida que se aproxima da cauda, rematando num filamento ou espínula caudal. Exibe uma risca lateral que começa na margem superior das zona das guelras e se espraia, obliquamente junto às barbatanas peitorais, continuando depois, paralelamente, junto ao longo do contorno do ventre. Os espécimes adultos, embora desprovidos de escamas, apresentam uma coloração entre o esbranquiçado e o cinzento-azulado, com reflexos prateados, volvendo-se uniformemente prateados, depois de mortos.
O tamanho médio dos espécimes adultos de lírio costumam medir cerca de 1 metro, sendo certo que os maiores espécimes alguma vez capturados ascendiam aos 2,34 metros. O peso máximo registado para um espécime de lírio, cifrou-se nos 5 kg.  
A idade máxima alguma vez registada num exemplar desta espécie foi de 15 anos.
No que toca às barbatanas, conta com uma barbatana dorsal contínua e com barbatanas peitorais, pelo que é desprovido de barbatana caudal e de barbatanas pélvicas. As barbatanas apresentam uma coloração entre o transparente e o amarelo pálido.
Conta com 3 espinhos dorsais, 130 a 135 raios dorsais e cerca de 100 a 105 raios anais.
Tem uma cabeça cónica, com boca prognata, guarnecida  2 ou 3 pares de colmilhos compridos, situados próximo da ponta do maxilar superior e outro par junto à ponta do maxilar inferior, acompanhados por uma fileira de dentes laterais afiados. Conta ainda com dentes pequenos assentes na palatina.

## Distribuição
Trata-se de uma espécie circuntropical, que também marca presenta em águas temperadas, excluindo-se a sua presença das águas quentes do Pacífico Oriental.

### Ecologia
Trata-se de uma espécie bentopelágica, que se costuma ficar pela plataforma continental, a profundidades entre os 55 e os 385 metros, junto a leitos lamacentos, sendo que, ocasionalmente pode marcar presença em águas menos profundas, entrando por estuários adentro. À noite também pode surgir junto da superfície da água.

## Hábitos e comportamento

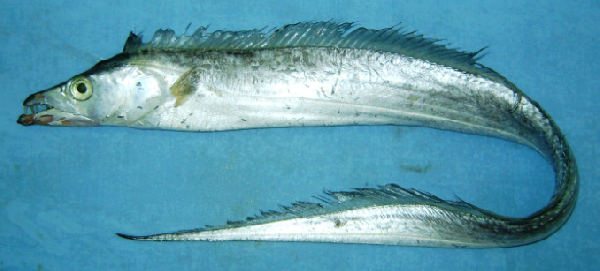
Exemplar capturado no Paquistão

Os espécimes juvenis e imaturos alimentam-se mormente de eufausídeos; pequenos crustáceos pelágicos planctónicos, como Paracalanus, Acartia e Oncaea; peixes pequenos, como anchovas e bregmacerotídeos. 
Os espécimes adultos tornam-se mais piscívoros, alimentando-se de anchovas, sardinhas, bregmacerotídeos, carangóides,  mictofídeos, barracudas, aterinídeos, escombrídeos, triquiurídeos e ocasionalmente, lulas e crustáceos.
Os adultos e os juvenis descrevem, ao longo do dia, movimentos migratórios para se alimentarem opostos e complementares. Ou seja, os juvenis e os jovens adultos agrupam-se em cardumes, a cerca de 100 metros do leito, durante o dia, e, durante a noite, concentram-se junto à superfície para se alimentarem de organismos planctónicos. Ao passo que os adultos de maiores dimensões caçam presas pelágicas junto à superfície durante o dia e migram para as profundezas, junto ao leito, durante a noite.

## Pesca

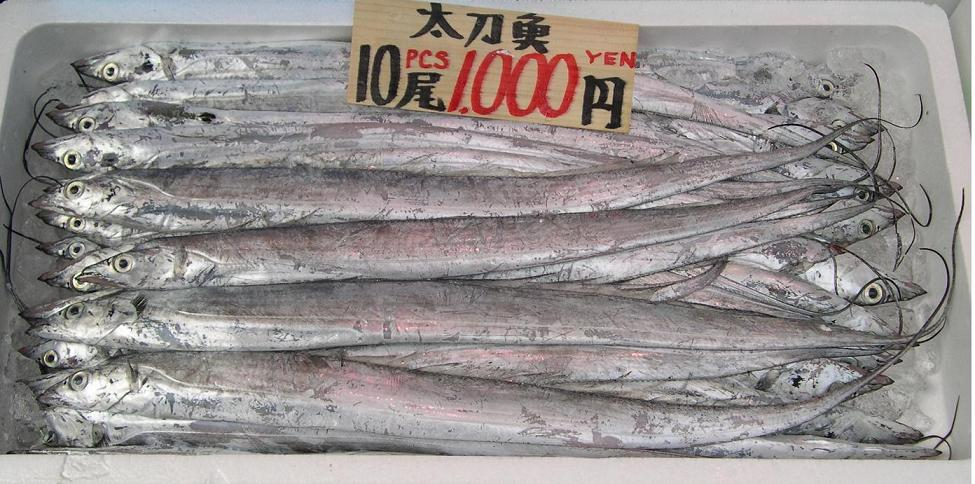
Exemplares à venda num mercado de Tóquio

Esta espécie é pescada por dragas e por arrastão junto a estuários e em alto-mar. O país que mais pesca esta espécie é a China, com 60% do total das capturas, registadas pela FAO.
O lírio é muito apreciado, sendo usado em grelhados e na confecção de sushi sashimi, quando fresco.

## Taxonomia

### Descrição
Esta espécie foi descrita pelo naturalista sueco Carlos Lineu, na 10ª edição do seu «Systema Naturae per regna tria naturae, secundum classes, ordines, genera, species, cum characteribus, differentiis, synonymis, locis. Editio decima, reformata. Laurentius Salvius: Holmiae. ii».

### Etimologia
O epíteto específico, lepturus, provém da aglutinação dos étimos gregos antigos, λεπτός (leptós), que significa «limpo, liso, delgado, magro», e do sufixo, -ουρος (-ouros), derivado do grego antigo οὐρά ourá, «cauda».  Pelo que significa literalmente «de cauda delgada».
Quanto ao nome genérico, Trichiurus, este também provém do grego antigo, resultando da aglutinação dos étimos τριχός (thrix), que significa «cabelo» e οὐρά (ourá), que significa «cauda».

### Sinónimos
Além do nome taxonómico cunhado por Lineu, ao longo do tempo esta espécie foi conhecida pelos seguintes sinónimos :
- Clupea haumela Forsskål, 1775
- Trichiuris haumela (Forsskål, 1775) (incorrecto gramaticalmente)
- Trichiurus argenteus Shaw, 1803
- Trichiurus coxii Ramsay & Ogilby, 1887
- Trichiurus haumela (Forsskål, 1775)
- Trichiurus japanicus Temminck & Schlegel, 1844 (incorrecto gramaticalmente)
- Trichiurus japonicus Temminck & Schlegel, 1844
- Trichiurus lajor Bleeker, 1854
- Trichiurus lepturus japonicus Temminck & Schlegel, 1844
- Trichiurus malabaricus Day, 1865
- Trichiurus nitens Garman, 1899
- Trichurus lepturus Linnaeus, 1758 (incorrecto gramaticalmente)
- Trichyurus lepturus Linnaeus, 1758 (incorrecto gramaticalmente)